# Demolicious
Demolicious är ett samlingsalbum släppt den 19 april 2014 av Green Day och Reprise Records.

## Låtar
I albumet finns 18 låtar:
- 99 Revolutions
- Angel Blue
- Carpe Diem
- State of Shock
- Let Yourself Go
- Sex Drugs & Violence
- Ashley
- Fell For You
- Stay The Night
- Nuclear Family
- Stray Heart
- Rusty James
- Little Boy Named Train
- Baby Eyes
- Makeout Party
- Oh Love
- Missing You
- Stay The Night (akustisk)

Total längd: 62:44